# Pyrausta flammeolalis
Pyrausta flammeolalis là một loài bướm đêm trong họ Crambidae.